# Архипелаг Норденшельда
Архипелаг Но́рденше́льда — группа островов в юго-восточной части Карского моря, протянувшаяся с запада на восток на 93 километра. Расположены северо-западнее Таймырского залива полуострова Таймыр, от которого отделены проливом Матисена. К югу от архипелага — остров Таймыр. Административно относятся к Таймырскому Долгано-Ненецкому району Красноярского края России.
Архипелаг состоит из 90 островов, которые образуют несколько групп: Вилькицкого, Восточные, Литке, Пахтусова, Цивольки. Острова преимущественно состоят из изверженных пород. Растительный покров островов — арктическая тундра. Своё название острова получили в честь Адольфа Эрика Норденшельда.

## Острова
Архипелаг состоит из нескольких отдельно лежащих островов и пяти крупных групп:
- Острова Литке — 10 островов. Самая северная группа островов архипелага. Названа в честь Фёдора Литке.
- Восточные острова — 15 островов.
- Острова Цивольки — 17 островов. Самая западная группа островов архипелага.
- Острова Пахтусова — 15 островов.
- Острова Вилькицкого — 15 островов. На этой группе островов самая высокая точка архипелага — 107 метров (на острове Чабак). Названы в честь известного полярного путешественника Бориса Вилькицкого.

## История исследования
Открыт в 1740 году во время Великой Северной экспедиции группой Никифора Чекина, которая была частью отряда Харитона Лаптева.
Долгое время острова оставались безымянными и лишь полтора столетия спустя в 1893 году их исследовал Фритьоф Нансен на своём судне Фрам и назвал их в честь Адольфа Эрика Норденшельда.
В 1930-х годах архипелаг был исследован советскими экспедициями на «Седове» и «Торосе».
В 1935—1999 годах постоянно на острове Русский и непостоянно в 1940—1975 годах на острове Тыртова действовали полярные метеорологические станции. В настоящее время они закрыты и архипелаг полностью необитаем. С 1993 года архипелаг Норденшельда является участком Большого Арктического заповедника.